# 積層電池
積層電池（せきそうでんち）とは、高電圧の出力を実現するために複数の電池を組み合わせて作られた電池。真空管ラジオのB電源や写真撮影用のエレクトロニックフラッシュで使用されている。

## 概要
積層電池は高電圧を得るために内部で複数の電池が直列に接続されている。しかし、各内部電池は非常に小型のもので容量は小さいものが多い(酸化銀電池やアルカリマンガン電池、リチウム電池の使用で容量が大きいものも存在する)。
2023年現在、006P型を除いて一般の電気店、カメラ店の店頭にあることは稀である。
これらの積層電池は一般の乾電池を組み合わせたものも多く、そうであれば分解して交換することもできるが、電池の分解はメーカー保証外であり、危険を伴うので行うべきではない。積層電池の一般の乾電池使用例としては、006P型乾電池は単6型乾電池（AAAA）を6本合わせたものが多く、電圧が45ボルトのように9で割り切れれば006P型乾電池が使用されている可能性が高い。
その006P型乾電池は、ソニーがトランジスタラジオ黎明期の1957年に「ワイシャツの胸ポケットに入るラジオ」（実際はわずかに大きくて入らない）として販売したTR-63向けとして電池メーカーに開発を依頼したものである。これも、より小さな1.5ボルトのマンガン電池またはアルカリ電池を6個組み合わせた積層電池である。ラジオ用としては使われなくなったが、C-38Bでは現在でも使われている。また玩具や電気製品などで使用されているほか、BOSSをはじめとした楽器用コンパクトエフェクターにも外部給電以外の電源として、広く用いられている。
006P型とは電池の形状を表す呼び名であり、形式番号は別にあるが、互換性はあるものの内部の構造（単6型乾電池6本積層タイプの6R61と角型一体積層タイプの6F22）、アルカリ006P（6LR61/6LF22）とマンガン006P（6R61/6F22）で異なるため、006P、または俗称として9V電池と総称するのが一般的である。なお、006Pの円筒形としてR006が昭和40年代に存在していた。
ほかにも特定の製品の登場によって生まれた積層電池は多くあり、たとえばHM-4N積層水銀電池はヤシカのエレクトロ35型カメラのために開発された。
現在の積層電池はほとんどの場合、形式番号からその中に積層されている電池の数とその種類が分かる。たとえば「4LR44」は、LR44アルカリボタン電池が4つ、「2CR1/3N」は、CR1/3Nリチウムシリンダー電池が2つ内蔵されている。前述のアルカリ006P電池の形式番号「6LF22」も、内部に6つのLF22アルカリ角型電池が内蔵されているという意味になる。しかしLF22という電池は006Pの内蔵専用で、最初から6個合体した状態で製造されている。
広義には、カメラに用いるリチウム電池2CR5やCR2P、ニカド電池・ニッケル水素電池やリチウム二次電池の高電圧のもの、自動車用バッテリー（鉛蓄電池）なども積層電池である。

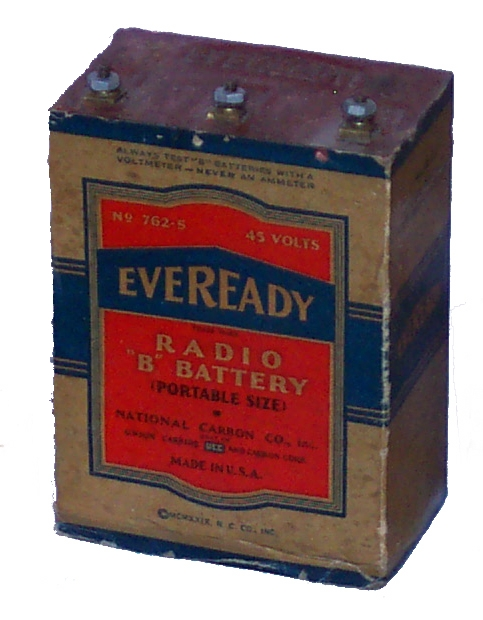
真空管ラジオ用B電池。エバレディブランドのもの。
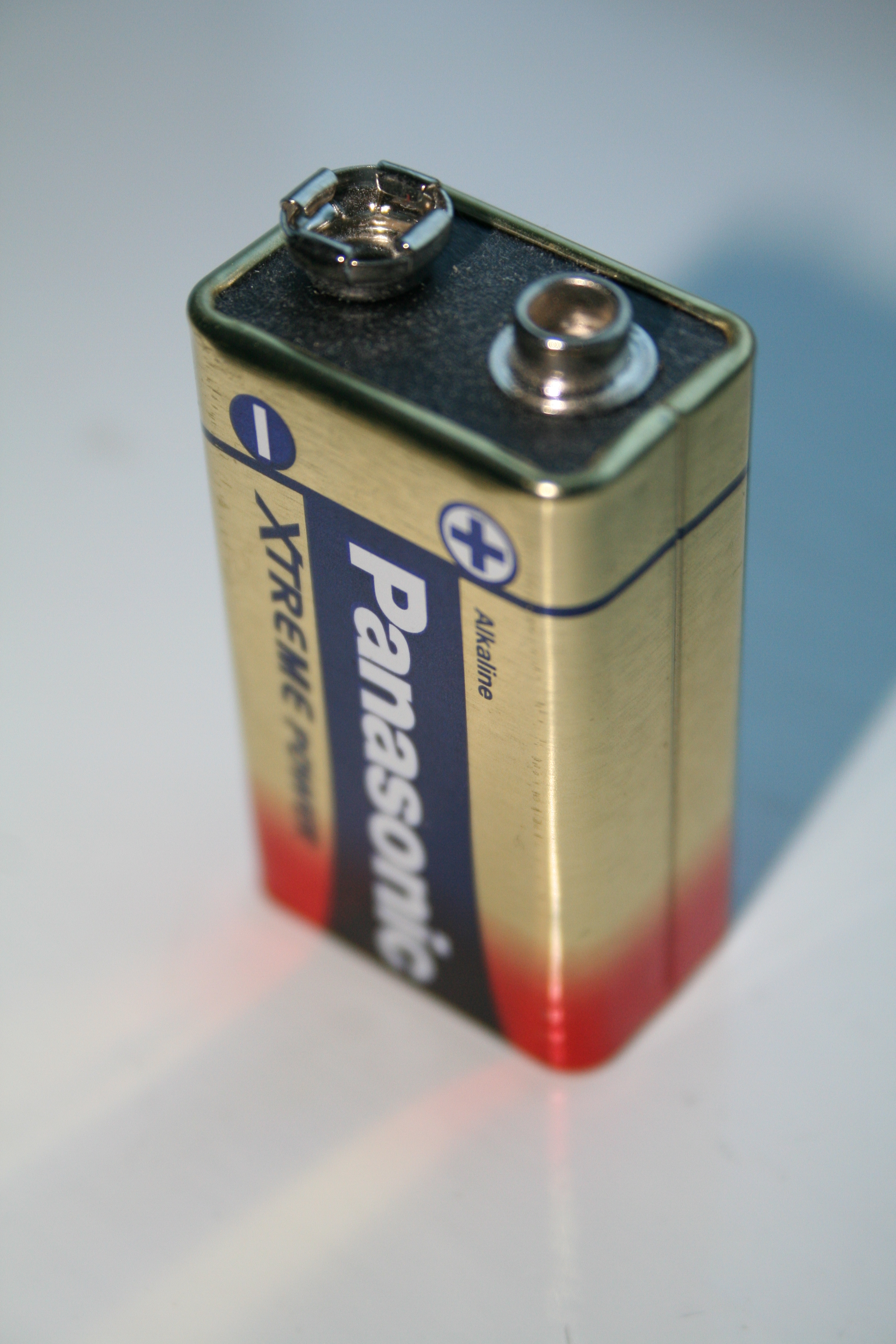
006P型アルカリ乾電池。
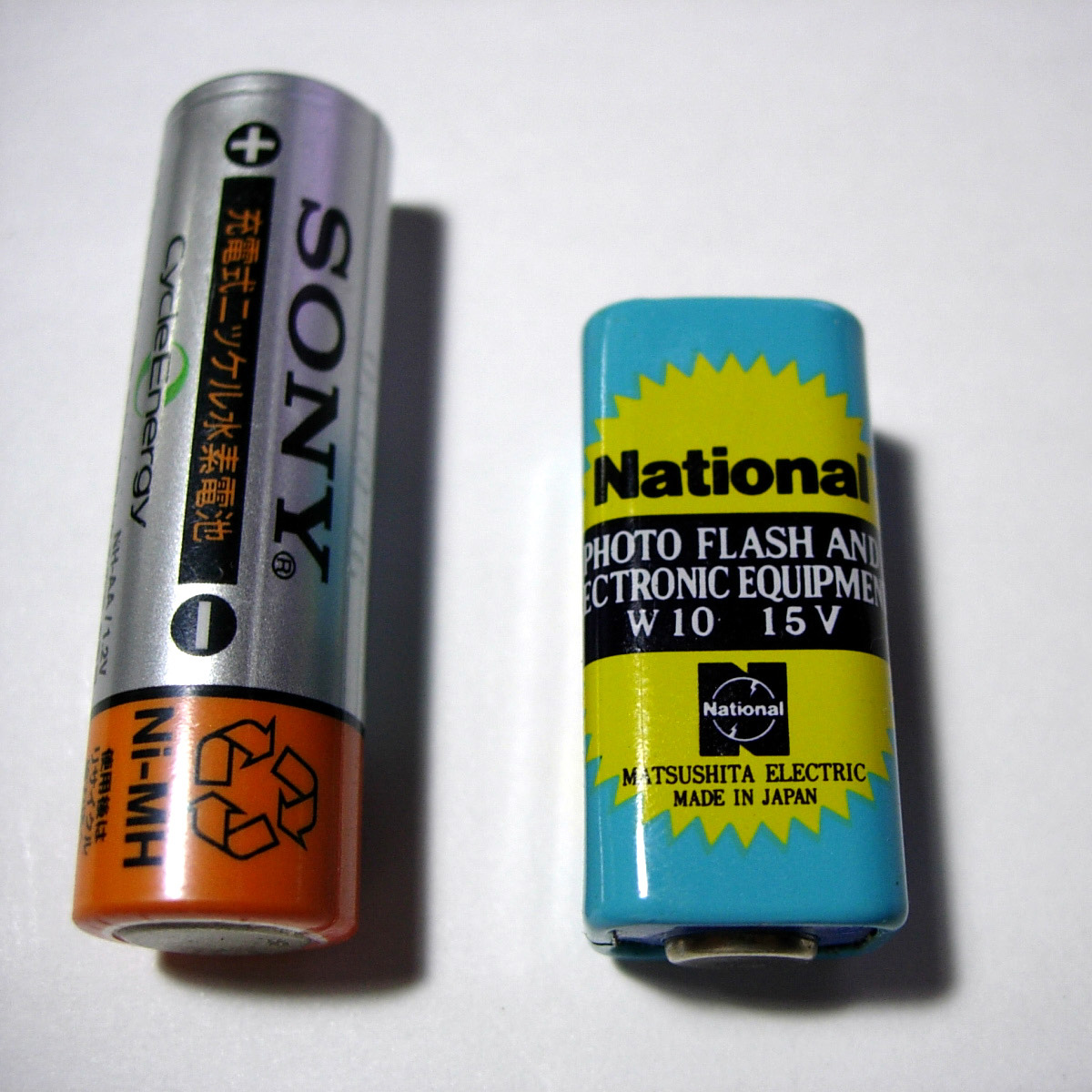
松下電器のW10。単三電池より小さいが電圧は15Vある（ただし容量はきわめて小さい）。

## 主な積層電池
- 006P(6F22、6LF22、6LR61)形(9V) - 楽器、トランジスタラジオ、玩具、無線機用
- 2CR5(6V) - カメラ用
- 23A(LR-V08)形(12V) - リモコン、ライター、防犯ブザー、測定機用
- 4LR44(同形状の電池に4SR44、2CR1/3Nが存在する)形(6V/6.2V)　カメラ、ラジオ用
- FM-5(平角5号電池)形(3V) - 通信用、信号用、科学実験用
- 15F20(BL-015)形(22.5V) - 真空管ラジオ、フラッシュ用
- NC706形(24V) - 上記15F20の代替電池。FDKのみ製造
- 10F20形(15V) - フラッシュ用
- W10形(15V) - フラッシュ用
- BL-030形(45V) - 真空管ラジオ用(箱形、スリム形等、形状違いが存在する)
- BL-045形(67.5V) - 真空管ラジオ用
- R006形(9V) - トランジスタラジオ用。006Pの筒型
- 004P形(6V) - トランジスタラジオ用。006Pの6V型
- H-2D形(2.6V) - カメラ、無線マイク用。水銀電池のMR9を2個直列にしたもの
- 2MR41形(2.6V) - 電気ウキ用。MR41(H-A)を単にチューブで繋げたもので、H-A2個パックとも呼ばれる。
- 0160W形(240V) - フラッシュ用
- 0180形(270V) - フラッシュ用
- 0210形(315V) - フラッシュ用
- 0304形(456V) - フラッシュ用
- 0340形(510V) - フラッシュ用。0180形を直列にしたもので、270Vのタップ付。
- 4AA(4R6、4LR6)形(6V) - トランジスタラジオ用。単3電池を4本直列にし、スナップ端子をつけたもので、現在4AAと互換性のある電池ホルダーが存在する。
- 4D-D(6V) - トランジスタラジオ、測定機用
- 6D-D(9V) - トランジスタラジオ用
- 3R12(4.5V) - 懐中電灯用。ヨーロッパでは標準の規格であり、アルカリ形、充電池形も存在する。
- 4R25(6V) - 懐中電灯用。アメリカ製の水中ライト等で使用される。
  - その他、軍用無線機用の独自規格電池や高電圧水銀電池が存在する。